# Zelandija, Nizozemska
Zelandija (nizozemsko Zeeland (); v zelandskem narečju Zeêland [ˈzɪə̯lɑnt]) je najbolj zahodna in najmanj naseljena pokrajina Nizozemske. Pokrajina, ki se nahaja na jugozahodu države, meji na Severni Brabant na vzhodu, Južno Holandijo na severu in državo Belgijo na jugu in zahodu. Sestavljena je iz številnih otokov in polotokov (od tod njegovo ime, kar pomeni "Morska dežela") in pasu, ki meji na flamske province Vzhodna in Zahodna Flandrija. Njeno glavno mesto je Middelburg z 48.544 prebivalci od novembra 2019, največja občina v Zelandiji je Terneuzen (54.589 prebivalcev). Zelandija ima dve morski pristanišči: Vlissingen in Terneuzen. Njegova površina je 2934 km², od tega 1151 km² predstavlja voda in ima od novembra 2019 383.689 prebivalcev.
Veliki deli Zelandije so pod morsko gladino. Zadnja velika poplava območja je bila leta 1953. Turizem je pomembna gospodarska dejavnost. Poleti je zaradi njegovih plaž priljubljena destinacija za turiste, zlasti nemške turiste. Na nekaterih območjih je lahko prebivalstvo v visoki poletni sezoni dva- do štirikrat večje. Grb Zelandije prikazuje leva, ki je napol izstopil iz vode, in besedilo luctor et emergo (Latinsko za "borim se in izstopam").  Država Nova Zelandija je dobila ime po Zelandiji, potem ko jo je odkril nizozemski raziskovalec Abel Tasman.

## Zgodovina
Nehalennia je mitološka boginja starodavne religije, znane po pokrajini Zelandiji. Njeno čaščenje sega vsaj v 2. stoletje pred našim štetjem in je cvetelo v 2. in 3. stoletju našega štetja. Morda je bila regionalni bog, bodisi keltski bodisi predgermanski, vendar se viri razlikujejo glede kulture, ki jo je najprej častila. V rimski dobi se je zdelo, da je njena glavna funkcija zaščita popotnikov, zlasti popotnikov, ki prečkajo Severno morje. Večina tega, kar je znanega o njeni mitologiji, izvira iz ostankov izklesanih kamnitih daril (votivov), ki so bili izkopani iz Oosterschelde (Vzhodni Scheldt) od leta 1870. V Kölnu v Nemčiji sta bila najdena še dva kamna za daritev Nehalennia.
Zelandija je bila sporno območje med Holandskimi grofi  in Grofijo Flandrijo do leta 1299, ko je umrl zadnji holandski grof. Grofje Hainaut so nato prevzeli nadzor nad grofijo Zelandijo, sledili pa so jim grofje Bavarske, Burgundije in Habsburžani. Po letu 1585 je Zelandija kot ena od 7 neodvisnih pokrajin sledila usodi severnega dela Nizozemske.
Leta 1432 je postala del Nizozemskih dežel Filipa Dobrega iz Burgundije, poznejših Sedemnajstih provinc. S poroko je sedemnajst provinc leta 1477 postalo last Habsburžanov. V osemdesetletni vojni je bila Zelandija na strani Utrechtske zveze in postala ena od Združenih provinc. Območje, ki se danes imenuje Zeeuws-Vlaanderen (ali zelandska Flandrija) ni bila del Zelandije, ampak del grofije Flandrije (še vedno pod nadzorom Habsburgov), ki so jo osvojile Združene province, zato se imenuje Staats-Vlaanderen (glej: Generaliteta dežel).
Po francoski okupaciji (glej département Bouches-de-l'Escaut) in ustanovitvijo Združenega kraljestva Nizozemske leta 1815 je nastala sedanja provinca Zelandija.
Med drugo svetovno vojno je Zelandijo med junijem 1940 in novembrom 1944 okupirala nacistična Nemčija. Leta 1944 je Zelandijo opustošila bitka pri Scheldi in Walcherensko izkrcanje, ki je povzročilo poplavo Walcherena, med britanskimi in kanadskimi silami ter okupacijskimi Nemci.
Katastrofalna poplava Severnega morja leta 1953, v kateri je umrlo več kot 1800 ljudi v Zelandiji, je privedla do izgradnje zaščitnih Delta pregrad.

## Geografija
Pokrajina (provinca) Zelandija je velika rečna delta, ki se nahaja ob ustju več večjih rek, in sicer Scheldt („Schelde“ (Šelde)), Rena („Rijn“) in Meuse („Maas“). Večina pokrajine leži pod morsko gladino in so jo prebivalci sčasoma pridobili iz morja. Nekoč je bila blatna pokrajina, ki je poplavljala ob oseki in se znova pojavljala ob oseki, je postala vrsta majhnih hribov, ki jih je ustvaril človek, ki so ves čas ostali suhi. Prebivalci province so pozneje povezali hribe z nasipi, kar je pripeljalo do verige suhih površin, ki je kasneje prerasla v večje otoke in dala provinci sedanjo obliko. Oblika otokov se je skozi čas spreminjala tako zaradi ljudi kot narave.
Poplava Severnega morja leta 1953 je poplavila ogromne količine zemlje, ki so bile le delno pridobljene. Kasnejša gradnja Delta pregrad je spremenila tudi podobo province. Infrastruktura, čeprav zelo različna po številu mostov, predorov in jezov, ni toliko oblikovala geografije province, kot je geografija pokrajine oblikovala njeno infrastrukturo. Jezovi, predori in mostovi, ki so trenutno pomemben del cestnega sistema province, so bili zgrajeni v desetletjih in so nadomestili stare trajektne linije. Zadnji dotik tega procesa je prišel leta 2003, ko je bil odprt predor Western Scheldt. To je bila prva trdna povezava med obema bregovoma Zahodne Schelde in končala dobo vode, ki je ločevala otoke in polotoke Zelandije.
Zelandija je sestavljena iz več otokov in polotokov. To so od severa proti jugu Schouwen-Duiveland, Tholen, Noord-Beveland, Walcheren in Zuid-Beveland. Vključuje tudi pas zemlje, ki meji na belgijsko regijo Flandrija, Zelandsko Flandrijo.

### Občine
Provinca Zelandija ima 13 občin:
| Občine v Zelandiji |  | - Zelandska Flandrija COROP regija - Hulst (27.370 prebivalcev) <3> - Sluis (23.801 prebivalcev) <9> - Terneuzen (54.771 prebivalcev) <10> - Regija Overrig Zeeland COROP - Noord-Beveland (Severni Beveland) (7.469 prebivalcev) <6> - Schouwen-Duiveland (33.833 prebivalcev) <8> - Tholen (25.444 prebivalcev) <11> - Walcheren - Middelburg (47.658 prebivalcev) <5> - Veere (21.953 prebivalcev) <12> - Vlissingen (44.353 prebivalcev) <13> - Zuid-Beveland (južni Beveland) - Borsele (22.651 prebivalcev) <1> - Goes (37.050 prebivalcev) <2> - Kapelle (12.522 prebivalcev) <4> - Reimerswaal (21.999 prebivalcev) <7> |

Največja mesta so: Middelburg z 42.000 prebivalci; Vlissingen s 34.000; Goes z 28.000; in Terneuzen s 25.000.

## Demografija
Od 1. januarja 2020 ima Zelandija 383.519 prebivalcev  in gostoto prebivalstva 215/km². Je najmanj poseljena in 2. najmanj gosto poseljena pokrajina Nizozemske.

## Vera
Vera v Zelandiji (2015)
Zelandija je večinoma protestantska regija; Prevladuje kalvinizem. Nizozemski »biblijski pas« se začne v Zelandiji.
Obstajajo tudi pripadniki Rimskokatoliške cerkve. Potem ko je bila dolgo del obsežne francosko-flamske rimskokatoliške nadškofije Cambrai, je Zelandija 5. decembra 1559 dobila svojo lastno škofijo, škofijo Middelburg, ki je bila ukinjena leta 1603, njeno ozemlje pa je bilo združeno samo v Apostolski vikariat Batavia, "obnovljena" 22. marca 1803 kot apostolski vikariat Breda, ki je bil povišan v sedanjo veliko (a kljub temu z maloštevilnimi verniki) breško škofijo, katere sedež je na drugem delu, zahodnem Severnem Brabantu, in še dodatno razširjena leta 1955 s pridobitvijo ozemlja rimskokatoliške škofije Haarlem-Amsterdam.

## Politika

### Pokrajinski svet
Pokrajinski stanovi  (Provinciale Staten) Zelandije so pokrajinski svet, ki se imenujejo Stanovi Zelandije.

### Deželni izvršni organ
Pokrajinski izvršni organ (Gedeputeerde Staten) Zelandije in kraljev komisar (Commissaris van de Koning) Zelandije sta izvršna oblast province.
Han Polman, član D66, je od leta 2013 kraljevi komisar Zelandije.

## Gospodarstvo
Bruto domači proizvod (BDP) regije je leta 2018 znašal 13,6 milijarde €, kar predstavlja 1,8 % nizozemske gospodarske proizvodnje. BDP na prebivalca, prilagojen kupni moči, je v istem letu znašal 30.900 € ali 102 % povprečja EU27.

## Transport

### Vlak
Obstaja ena potniška železniška proga, ki poteka od Flushinga do Roosendaala. 
Vse postaje se oskrbujejo dvakrat na uro, postaje, označene z (IC), oskrbujejo tudi dodatne storitve IC v konici.

## Soimenski kraji
Prvim zahodnjakom, ki so zagledali Novo Zelandijo, je leta 1642 poveljeval nizozemski morjeplovec Abel Tasman, čeprav tam ni pristal. Tasman ga je poimenoval Staten Landt, saj je verjel, da je del dežele s tem imenom ob obali Argentine, ki je danes znana kot Isla de los Estados. Ko se je izkazalo, da ni tako, so jo nizozemske oblasti poimenovali Nova Zeelandia v latinščini, Nieuw Zeeland v nizozemščini. Dve glavni pomorski provinci Nizozemske v njeni zlati dobi sta bili Holandija in Zelandija, nizozemski raziskovalci so prvotno poimenovali največjo kopensko maso Oceanije in oba otoka na jugovzhodu Nieuw Holland oziroma Nieuw Zeeland. Prvo je sčasoma nadomestilo ime Avstralija, za drugo pa je ostalo ime Nova Zelandija. Britanski kapitan James Cook je pozneje angliziral ime na Novo Zelandijo in po prihodu britanskih naseljencev na Novo Zelandijo je angleščina postala glavni jezik.
Mesto Zeeland v ameriški zvezni državi Michigan je leta 1847 naselil Nizozemec Jannes van de Luyster in je bilo ustanovljeno leta 1907. Flushing, soseska v okrožju Queens v New Yorku, je poimenovana po mestu Flushing (Vlissingen v nizozemščini) v Zelandiji. Ta izvira iz obdobja kolonije Nove Nizozemske, ko je bil New York še znan kot Novi Amsterdam. Nizozemski koloniji Nieuw Walcheren in Nieuw Vlissingen, obe na antilskem otoku Tobago, sta bili poimenovani po delih Zelandije. Kanadsko mesto Zealand, New Brunswick, je bilo poimenovano po zelandskem rojstnem kraju Nizozemca Philipa Crousea, ki se je naselil na tem območju leta 1789.  Zeeland, Severna Dakota je še eno mesto, poimenovano po tej provinci in katerega najzgodnejši naseljenci so bili nizozemskega izvora.
Paramaribo, glavno in največje mesto Surinama, ima utrdbo Zeelandia, nekdanjo utrdbo Willoughby v času britanske kolonizacije.
Fort Zeelandia je bila trdnjava, ki jo je v desetih letih od 1624 do 1634 zgradila Nizozemska vzhodnoindijska družba v mestu Anping (Tainan) na otoku Formosa, današnji Tajvan, v času njihove 38-letne vladavine nad zahodnim delom.